# Vajkovce
Vajkovce jsou obec na Slovensku, v okrese Košice-okolí. V roce 2010 zde žilo 561 obyvatel, rozloha katastrálního území činí 3,89 km².

## Památky
- Reformovaný kostel, jednolodní toleranční klasicistní stavba se segmentovým ukončením presbytáře a představěnou věží z let 1801–1802. V roce 1901 prošel úpravami, byla přistavěna věž s jehlanovitou helmicí. Interiér je zaklenut třemi poli pruské klenby. Zařízení pochází z let 1901 a 1918. Fasády kostela jsou členěny lizénami, okna s půlkruhovým ukončením mají profilované šambrány s klenáky. Věž je ve spodní části bosovaná, v horních patrech lemovaná kanelovanými pilastry a kordonovou římsou a ukončena korunní římsou s terčíkem.[4]